# Hire Kotankal, Manvi
Hire Kotankal là một làng thuộc tehsil Manvi, huyện Raichur, bang Karnataka, Ấn Độ.